# Spółgłoska drżąca dziąsłowa bezdźwięczna
Spółgłoska drżąca dziąsłowa bezdźwięczna – rodzaj dźwięku spółgłoskowego występujący w językach naturalnych. W międzynarodowej transkrypcji fonetycznej IPA oznaczanej symbolem: [r̥]. Symbol ten pochodzi on znaku ⟨r⟩ (Spółgłoska drżąca dziąsłowa) i znaku diakrytycznego oznaczającego bezdźwięczność. Odpowiednik w X-SAMPA to r_0.

## Artykulacja

### Opis
W czasie artykulacji spółgłoski [r̥] (podstawowy wariant):
- modulowany jest prąd powietrza wydychanego z płuc, czyli artykulacja tej spółgłoski wymaga inicjacji płucnej i egresji;
- tylna część podniebienia miękkiego zamyka dostęp do jamy nosowej – jest to spółgłoska ustna;
- prąd powietrza w jamie ustnej przepływa ponad całym językiem lub przynajmniej powietrze uchodzi wzdłuż środkowej linii języka – jest to spółgłoska środkowa;
- Język styka się z dziąsłami w charakterystyczny okresowy sposób, tworząc serię szybkich zwarć i rozwarć – jest więc to spółgłoska drżąca;
- wiązadła głosowe nie drgają, spółgłoska ta jest bezdźwięczna.

## Przykłady
Przykłady w wybranych językach:
| Język           | Język           | Słowo       | IPA        | Znaczenie  | Uwagi                                             |
| --------------- | --------------- | ----------- | ---------- | ---------- | ------------------------------------------------- |
| Język estoński  | Język estoński  |             |            |            | Wariant głoski /r/ po głoskach /t, s, h/.         |
| Język islandzki | Język islandzki | hrafn       | [ˈr̥apn̥]    | 'kruki'    | Kontrastuje z głoską /r/.                         |
| Język lezgiński | Język lezgiński | крчар/krčar | [ˈkʰr̥t͡ʃar] | 'rogi'     | Wariant /r/ pomiędzy spółgłoskami bezdźwięcznymi. |
| Język limburski | Język limburski | поҏтэ       | [ɣeːr̥]     | 'zapach'   | Wariant głoski /r/.                               |
| Język polski    | Język polski    | metr        | [metr̥]     | –          | Wariant głoski /r/.                               |
| Język ukraiński | Język ukraiński | центр       | [t̪͡s̪ɛn̪t̪r̥]   | 'środek'   | Wariant głoski /r/ po głosce t.                   |
| Język walijski  | Język walijski  | Rhagfyr     | [ˈr̥aɡvɨr]  | 'grudzień' | Kontrastuje z głoską /r/.                         |
| Język zapotecki | Język zapotecki | rsil        | [r̥sil]     | 'wcześnie' | Wariant głoski /r/.                               |

## Użycie w języku polskim
Głoska ta jest wariantem spółgłoski drżącej dziąsłowej. Pojawia się najczęściej w wygłosie (np. w wyrazie łotr) lub w obustronnym sąsiedztwie głosek bezdźwięcznych (np. w wyrazie krtań). Podobne zjawisko może dotyczyć też głosek /m/, /n/, /ɲ/, /l/ i /ɫ/.